# Rudolf Holsti

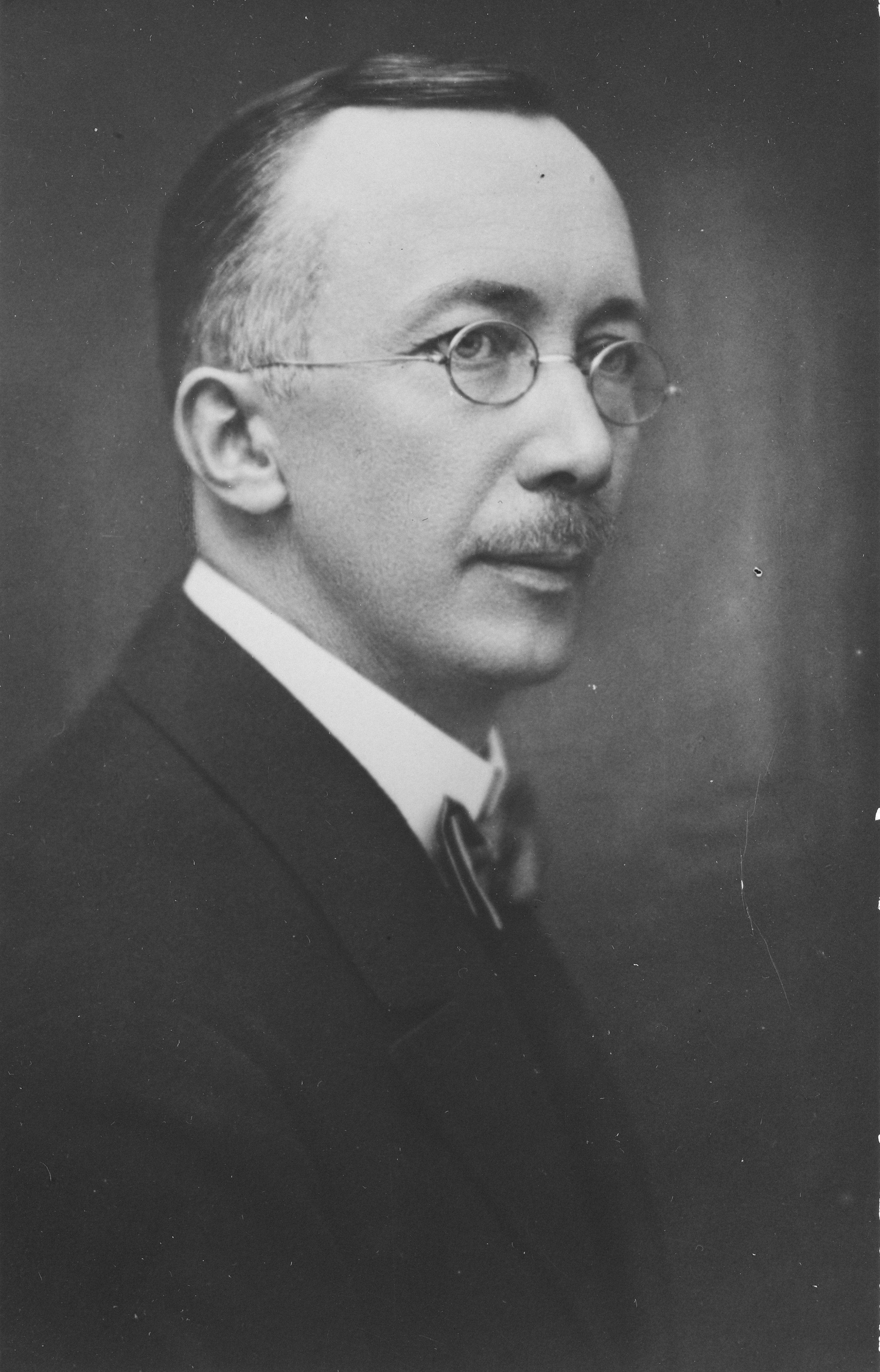

Eino Rudolf Holsti (* 8. Oktober 1881 in Jyväskylä; † 3. August 1945 in Palo Alto, Vereinigte Staaten) war ein finnischer Soziologe und Politiker. Holsti vertrat Finnland in zwei Amtszeiten als Außenminister (1919–1922, 1936–1938).

## Leben

### Werdegang
Holsti studierte in England Soziologie und promovierte zum Thema: „The Relation of the War to the Origin of the State.“ im Jahr 1913. Es folgte eine kurze Lehrtätigkeit. 1913 wurde er in den finnischen Landtag gewählt und war ab 1917 Senator in der Regierung Oskari Tokoi. 1918 war Holsti Mitglied der finnischen Delegation, welche die Unabhängigkeit Finnlands mit den Ententemächten verhandelte. Am 4. Mai 1919 wurde er zum finnischen Außenminister ernannt. Nach dem Scheitern seiner Außenpolitik trat er 1922 als Außenminister zurück. Ab Februar 1923 wirkte er als finnischer Gesandter in Reval (Estland). Gleichzeitig war er der finnische Vertreter beim Völkerbund und wurde später Gesandter in Lettland und in der Schweiz. Von 1936 bis 1938 war Holsti erneut Außenminister. Vom 17. Februar 1937 bis zum 12. März 1937 war er interimsweise amtierender Ministerpräsident im Kabinett Kallio IV von Kyösti Kallio, der zum Staatspräsidenten gewählt wurde. Ab 1941 lehrte er an der Stanford University in den Vereinigten Staaten.

### Familie
Er war mit Liisa verheiratet, mit der er zwei Kinder hatte. Die beiden Söhne Ole (1933–2020) und Kalevi (* 1935) wurden beide Politikwissenschaftler.